# Calliephialtes thurberiae
Calliephialtes thurberiae là một loài tò vò trong họ Ichneumonidae.